# 1,3-ベンゾジオキソール
1,3-ベンゾジオキソール（英: 1,3-Benzodioxole）、別名1,2-メチレンジオキシベンゼン（英: 1,2-Methylenedioxybenzene）は、ベンゼン環にメチレンジオキシ基が結合した化合物である。ベンゼンと1,3-ジオキソランが1辺を共有した化合物とみることもできる。
カテコールと、ジヨードメタンなど2置換ハロメタンから合成され、香水や殺虫剤、医薬品の原料となる。

## 誘導体
1,3-ベンゾジオキソールの誘導体には、サフロールやヘリオトロピンなどが知られている。